# Cadvilla
Cadvilla ist eine CAD-Software der TRIXL GmbH zum Planen, Erstellen und Visualisieren von Gebäuden, Häusern, Wohnungen und Einrichtungen – sowohl für den gewerblichen als auch den privaten Bereich. Es können Eingabepläne und gerenderte 3D Ansichten erstellt werden. Es sind vier verschiedene Versionen in 10 Sprachen verfügbar. Die Software wurde unter dem .Net-Framework entwickelt und benötigt Windows 10 oder höher (64 bit).

## Funktionen
Das CAD-Programm arbeitet bei einem Projekt intern mit einem dreidimensionalen Modell. Jede 2D-Draufsicht, Seitenansicht, Schnittansicht oder 3D-Ansicht ist eine Sicht auf das 3D-Modell. Änderungen in einer Ansicht werden in allen weiteren Ansichten automatisch dargestellt.
Je nach Versionsmodell stellt das Programm Funktionen zur 2D-Konstruktion, 3D-Konstruktion, 3D-Modellierung, Massenermittlung, Import- und Exportfunktionen zur Verfügung.

## Versionen
- cadvilla basic
- cadvilla basic plus
- cadvilla professional
- cadvilla professional plus[3]

## Versionsgeschichte
- 2009: cadvilla 1.0
- 2010: cadvilla 2.0 (vorgestellt in Heise c’t[4])
- 2011: cadvilla 3.0
- 2013: cadvilla 4.0
- 2014: cadvilla 5.0
- 2017: cadvilla 7.0
- 2019: cadvilla 8.0
- 2020: cadvilla 9.0
- 2021: cadvilla 10.0
- 2022: cadvilla 11.0
- 2023: cadvilla 12.0
- 2025: cadvilla 13.0

## Schnittstellen
Je nach Versionsmodell stehen unterschiedliche Import- und Exportschnittstellen zur Verfügung.
| Funktion             | Formate                                                  |
| -------------------- | -------------------------------------------------------- |
| 2D-Import/2D-Export: | 2D-DXF, 2D-DWG                                           |
| 3D-Import/3D-Export: | 3DS, COB, SCN, A3D, VRML1.0, LW, LWO, LWM, LWB, OBJ, SKP |
| ArCon-Import:        | ACO, ACP (bis Version 6.21)                              |
| 3D-Export:           | C4D, optional IFC Export / BIM Export                    |